# Ludwigia dodecandra
Ludwigia dodecandra là một loài thực vật có hoa trong họ Anh thảo chiều. Loài này được (DC.) Zardini & P.H. Raven mô tả khoa học đầu tiên năm 1990.